# Kavalírská cesta
Kavalírská cesta (německy Kavalierstour, Länderreise, anglicky grand tour, z francouzštiny "velká cesta") označovala v období přibližně od renesance do přelomu 18. a 19. století typ cestování. Toho se účastnili dospívající synové šlechtických vrstev (případně, zejména v pozdější době všech bohatších vrstev) v Evropě jako součást a vyvrcholení jejich vzdělávání. Cesty trvaly několik let, byly spojeny se studiem na zahraničních univerzitách, ale též se zde cestovatelé seznamovali s jazyky, fungováním cizích dvorů, získávali potřebné kontakty. Oblíbené země, kam cestovatelé směřovali (obliba částečně závisela na místě původu cestovatele, konfesi, politické konstelaci v Evropě), byly zejména Itálie, Francie, Nizozemí, Španělsko a méně i místa ve Svaté říši. Mladí cestovatelé (nezletilí) zpravidla necestovali sami, většinou s sebou měli hofmistra (vychovatele), případně další služebnictvo, případně mohlo spolu cestovat více šlechticů.

## Časové vymezení
Je jistá rozkolísanost ve vymezování období, během kterého kavalírské cesty probíhaly. Středoevropské pojetí počítá s obdobím 1600–1750 (v českém prostředí je přijímané zejména vymezení Zdeňkem Hojdou 1570–1740, Ivo Cerman období rozšiřuje i pro 19. století), angličtí autoři vymezují „grand tours“ obdobím 1650–1850.